# Калиновка (Ставропольский край)
Кали́новка — село в Шпаковском районе (муниципальном округе) Ставропольского края России.
До 16 марта 2020 года входило в состав Дубовского сельсовета.

## География
Расстояние до краевого центра: 28 километров. Расстояние до районного центра: 18 километров.

## История
Постановлением НКВД от 1 марта 1921 года хутора Смахтин, Белобродов и Саньков объединены в одно село под названием Калинино.

## Население
| 1925 | 1926  | 1989 | 2002 | 2010 | 2013 | 2014 |
| ---- | ----- | ---- | ---- | ---- | ---- | ---- |
| 1023 | ↗1157 | ↘257 | ↘198 | ↘184 | →184 | ↗200 |

По данным переписи 2002 года, 72 % населения — русские.

## Памятники
- Братская могила советских воинов, погибших в борьбе с фашистами. 1979 год[12]